# Talk to Me (2022)
Talk to Me (engl. für „Sprich mit mir“) ist ein australischer Mystery-Thriller von Danny und Michael Philippou aus dem Jahr 2022. In dem Spielfilmdebüt der mit ihrem YouTube-Kanal „RackaRacka“ bekannt gewordenen australischen Zwillingsbrüder geht es um eine 17-Jährige, gespielt von Sophie Wilde, die bei Séancen noch einmal mit ihrer verstorbenen Mutter in Kontakt zu treten versucht. Die Uraufführung des Horrorfilms fand Ende Oktober 2022 beim Adelaide Film Festival statt. Die europäische Premiere war auf der Berlinale im Februar 2023. Im Juli 2023 kam der Film in die deutschen und US-amerikanischen Kinos.

## Handlung
Australien, in der Gegenwart: Es ist zwei Jahre her, dass Mias Mutter gestorben ist. Sie lebt allein mit ihrem Vater Max, und eine düstere Stimmung hat sich seit dem Tod von Rhea über das Haus gelegt. Daher verbringt die 17-Jährige ihre Zeit am liebsten bei ihrer besten Freundin Jade, deren Mutter Sue und dem jüngeren Bruder Riley. Dass Jade nun mit Daniel zusammen ist, der zuvor mit ihr zusammen war, hat Mia zu akzeptieren gelernt.
Als an ihrer Schule ein Snapchat-Video viral wird, in dem ein Geist scheinbar bei einer Séance Besitz von einem Teilnehmer ergriffen hat, sieht Mia eine Chance gekommen, sich vom Todestag ihrer Mutter ablenken zu können. Gemeinsam mit Jade und Daniel begibt sie sich zu einer dieser Séancen, um die Geister der Verstorbenen heraufzubeschwören. Dabei helfen soll eine einbalsamierte Hand. Die Gastgeber Joss und Hayley erklären ihnen, wie das Spiel funktioniert. Wer die Hand ergreift und „Talk to me“  sagt, dem ermöglicht diese, mit einer verstorbenen Person in Kontakt zu treten. Wer der Hand zudem „Ich lasse dich herein“ sagt, von dessen Körper nimmt der Geist Besitz und lässt ihn bizarre Dinge tun. Auf keinen Fall darf man die Hand länger als 90 Sekunden halten, da der Geist ansonsten in dem Körper verbleibt.
Entgegen ihren Erwartungen gelingt es der Gruppe von Teenagern, mit dem mysteriösen Artefakt den Kontakt zum Jenseits herzustellen. Mia, die sich freiwillig meldet, ist von dieser Erfahrung ein wenig beängstigt, aber auch fasziniert. Bald schon veranstalten sie und Jade selbst ein weiteres Treffen dieser Art. Nachdem jeder der Jugendlichen, bis auf Riley und dessen Freund, die Hand mehrmals benutzt hatten, möchten auch sie zum Zug kommen. Jade lehnt das jedoch vehement ab, da sie der Sache nicht traut und es für zu gefährlich hält. Entgegen dem Verbot von Jade erteilt Mia Riley die Erlaubnis mitzumachen. Die Gruppe lässt den 15-jährigen Riley teilnehmen, über dessen Körper ein Geist die Kontrolle übernimmt, der behauptet, Mias Mutter zu sein. Mia, die verzweifelt versucht, ihrer Mutter Fragen zu stellen, lässt zu, dass Riley länger als 90 Sekunden mit der Hand verbunden bleibt. Mia möchte wissen, ob der Tod ihrer Mutter ein Unfall oder doch Suizid war. Die Gruppe versucht verzweifelt, Riley die Hand wegzunehmen, dieser beginnt jedoch wiederholt seinen Kopf auf einen Tisch zu schlagen und sich sogar selbst ein Auge zu entfernen. Als Jade ihn im letzten Moment davon abhalten kann, sich selbst totzuschlagen, fällt er in Ohnmacht. Anschließend wird ein Krankenwagen gerufen, und Riley wird ins Krankenhaus gebracht. Dort glaubt man, Jade und Mia hätten ihm Drogen gegeben.
Mia bekommt fortan immer öfter Besuch von Geistern und wird von verstörenden übernatürlichen Visionen heimgesucht. Die Grenze zwischen den Lebenden und Toten scheinen nach der Séance aufgebrochen. Sie versucht, den Schaden, den sie angerichtet haben, rückgängig zu machen und die Öffnung zum Jenseits wieder zu schließen. Die Teenager suchen nach der Person, die ihnen die Hand gegeben hat, doch dessen Bruder erzählt ihnen, er habe sich vor ein paar Monaten umgebracht. Aus Angst, ein Geist könne auch Riley töten, beschließen Mia und Jade, ihn im Krankenhaus zu exorzieren. Der Exorzismus schlägt jedoch fehl. Zuhause sticht Mia in einem Anfall auf ihren Vater ein. Vom Geist ihrer toten Mutter überzeugt, sie müsse Riley töten, um ihn von seinen Qualen zu befreien, entführt Mia ihn in einem Rollstuhl aus dem Krankenhaus. Auf einer Autobahn wird sie von einem Auto angefahren und erwacht erst wieder im Krankenhaus. Riley hat sich auf wundersame Weise erholt, während Mia, die nun im Koma liegt, von einem seltsamen Licht angezogen in das Reich der Geister eingetreten ist. In der Schlussszene sieht Mia eine Kerze und wie ihre Hand gehalten wird von einem Gegenüber, der offenbar auf einer Séance zu ihr „Talk to me“ und „Ich lasse Dich herein“ auf Griechisch sagt.

## Produktion

### Regie und Drehbuch

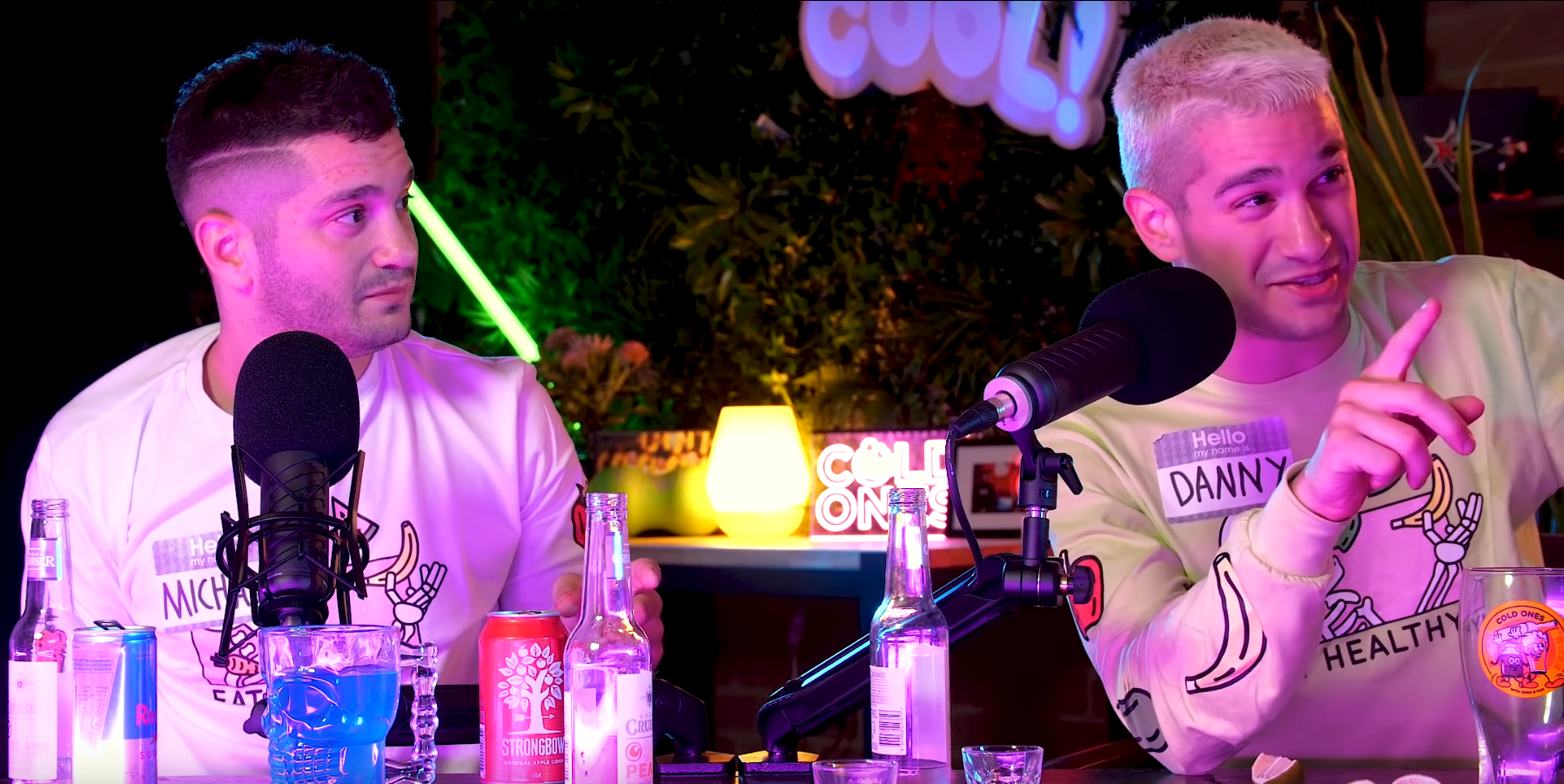
Regie führten die Zwillingsbrüder Michael und Danny Philippou, die gemeinsam den YouTube-Kanal „RackaRacka“ betreiben

Regie führten die in Los Angeles lebenden australischen Zwillingsbrüder Danny und Michael Philippou. Sie wurden mit ihrem 2015 gegründeten YouTube-Kanal „RackaRacka“ bekannt, für den sie Videos produzieren, in denen sie oft Horror und Comedy mischen und Horror- und Actionfilme parodieren und hierbei einfache Spezialeffekte verwenden. Die kurzen Clips, Videos mit meist extremen Bildern und Schockvideos erfreuen sich großer Beliebtheit. Für die Arbeit auf dem Kanal haben sie diverse Auszeichnungen erhalten, darunter als „Best Web Show“ bei den Online Video Awards. Sie haben derzeit allein mit ihrem Hauptkanal fast sieben Millionen Abonnenten.
Danny Philippou schrieb das Drehbuch für Talk to Me gemeinsam mit Bill Hinzman, der bereits ab 2011 mit den Brüdern für verschiedene ihrer Projekte zusammenarbeitete und auch für ihren nächsten geplanten Spielfilm tätig ist. Die Idee für die Geschichte entstammt dem Drehbuch des Freundes der Brüder Daley Pearson, das er für einen angedachten Kurzfilm schrieb, in dem eine Gruppe von Teenagern Besessenheit nutzen, um high zu werden.
Der Horror in Talk to Me ergebe sich aus den unterdrückten Gefühlen der Teenager. In diesem Alter wisse man nicht mit seinen Gefühlen umzugehen und habe noch nicht gelernt, seinen Verstand zu nutzen, um gegen diese anzugehen. Auf einer anderen Ebene gehe es in ihrem Film auch um den Umgang junger Menschen mit Dingen wie Süchten und psychischen Erkrankungen, die oft Ausdruck einer Flucht vor unterdrücktem Schmerz seien.

### Besetzung und Dreharbeiten
Sophie Wilde, bekannt aus den Fernsehserien Eden und You Don’t Know Me, spielt Mia, deren Mutter vor kurzem starb, und Marcus Johnson ihren Vater Max. Alexandra Jensen spielt Mias beste Freundin Jade und Joe Bird deren jüngeren Bruder Riley. Miranda Otto spielt ihre Mutter Sue und Otis Dhanji Jades Freund Daniel. Alexandria Steffensen ist in der Rolle von Mias verstorbener Mutter Rhea zu sehen. In weiteren Rollen sind Chris Alosio als Joss und Zoe Terakes als Hayley zu sehen.
Die Dreharbeiten fanden im Frühjahr 2021 überwiegend im australischen Adelaide, der Hauptstadt des Bundesstaates South Australia, statt und wurden Anfang Mai 2021 beendet. Kameramann Aaron McLisky war zuvor für eine Reihe von Kurzfilmen und Musikvideos und den Film Poker Face von Russell Crowe tätig. Danny Philippou hatte ihn bei Vimeo entdeckt und war von seinem Kurzfilm mit dem Titel Nursery Rhymes angetan.

### Sounddesign und Filmmusik
Um deutlich zu machen, wann die Jugendlichen im Film während der Séancen von einem Geist besessen sind, wurden ihre Texte im Nachhinein von anderen Sprechern nachgesprochen. Bei den Wechseln zwischen Normal- und Geisterstimmen wurden diese im Moment des Übergangs übereinandergelegt und durch Veränderungen der Tonhöhe ineinandergemischt.
Die Filmmusik komponierte Cornel Wilczek. Das Soundtrack-Album mit insgesamt 18 Musikstücken soll am 4. August 2023 von A24 Music als Download veröffentlicht werden.

### Marketing und Veröffentlichung

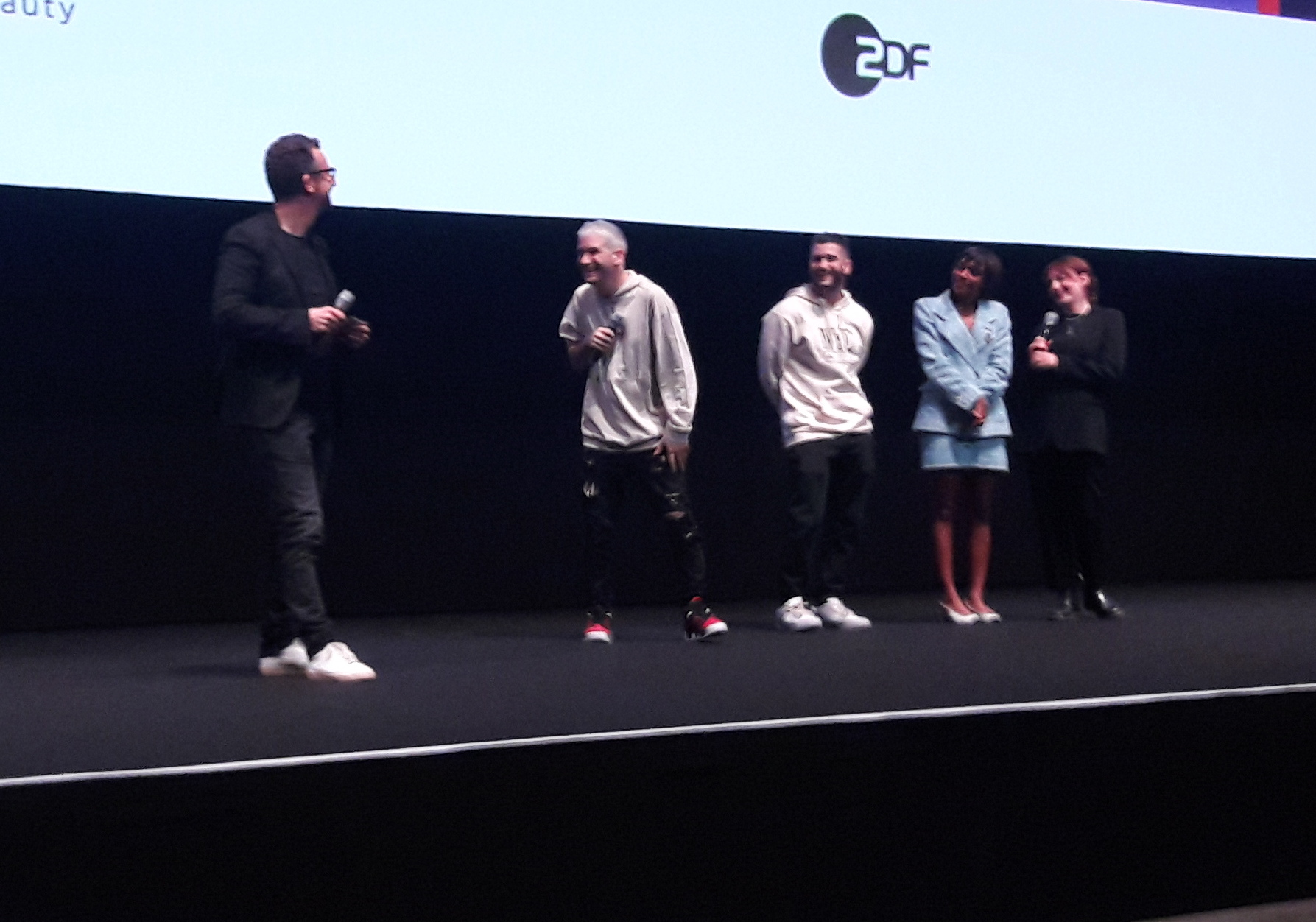
Die Regisseure Danny und Michael Philippou mit den beiden Hauptdarstellerinnen bei der Berlinale

Erstes Bildmaterial wurde im Mai 2022 vorgestellt. Den ersten offiziellen Trailer präsentierte A24 im April 2023.
Die Premiere von Talk to Me fand am 30. Oktober 2022 im Rahmen des Adelaide Film Festivals statt. Weitere Aufführungen erfolgten im Januar 2023 beim Sundance Film Festival, wo der Film in der Sektion Midnight gezeigt wurde. Im Nachgang sicherte sich A24 die Rechte am Film. Die europäische Premiere fand am 21. Februar 2023 bei der 73. Berlinale in der Sektion Berlinale Special statt. Im März 2023 wurde der Film beim South by Southwest Film Festival gezeigt und im April 2023 beim Fantasy Filmfest im Rahmen der Fantasy Filmfest Nights. Im Juli 2023 sind Vorstellungen beim Sundance Film Festival: London und beim Fantasia Film Festival geplant. Am 27. Juli 2023 kam der Film in die deutschen und die australischen Kinos. Am darauffolgenden Tag kam er in die US-amerikanischen Kinos. Ende Juli, Anfang September 2023 wurde er beim Fantasia International Film Festival gezeigt. Am 26. April 2024 wurde Talk to Me in das Programm von Prime Video aufgenommen.

## Rezeption

### Altersfreigabe
In Deutschland wurde der Film von der FSK ab 16 Jahren freigegeben. In der Freigabebegründung heißt es, der Film habe eine unheimliche Grundstimmung und enthalte einige drastische Gewalt- und Verletzungsdarstellungen mit Splatter-Effekten. Jugendliche ab 16 Jahren seien allerdings in der Lage, diese Darstellungen als Teil einer übersinnlichen Horrorgeschichte zu betrachten und mit angemessener Distanz zu verarbeiten. Zudem würden die Szenen nicht reißerisch ausgespielt und seien in eine Geschichte eingebettet, die neben dem realitätsfernen Horror auch ernste und jugendaffine Themen wie Identitätsfindung, Freundschaft und Social Media behandelt.

### Kritiken und Einspielergebnis
Von den bei Rotten Tomatoes aufgeführten Kritiken sind 95 Prozent positiv bei einer durchschnittlichen Bewertung mit 7,8 von 10 möglichen Punkten. Bei Metacritic erhielt der Film einen Metascore von 76 von 100 möglichen Punkten.
Dennis Harvey von Variety erklärt, von seinem Konzept her ähnele Talk to Me einer Reihe neuerer Thriller, in denen es um Flüche und Okkultes geht, aber auch dem Film Flatliners, in dem die jungen Protagonisten von einer Macht aus dem Jenseits verfolgt werden, zu dem sie törichterweise ein Portal geöffnet haben. Das gleichzeitige Angehen des Themas Trauer verleihe Talk to Me jedoch auch Tiefe, weil Mia den Verlust der Mutter nicht akzeptieren kann und durch die Séancen verzweifelt mit dieser zu kommunizieren versucht. Dies verleihe dem Film sein emotionales Gewicht und eine Balance zwischen Melodrama und Fantasy.
Teresa Vena von Filmstarts schreibt in ihrer Kritik, die Philippou-Brüder verwebten in Talk to Me so geschickt die verschiedenen Realitätsebenen, dass sich das Publikum selbst nicht mehr ganz sicher sein könne, was es zu glauben habe: „Im einen Augenblick sind wir uns sicher, Mias Perspektive vertrauen zu können, im nächsten wird das schon nachhaltig erschüttert.“ Garniert werde dies mit mehreren spannenden Wendungen und gelungen-effektiven Schockmomenten. Zwar sei Talk to Me eine Mischung bekannter und verschiedenster Genre-Versatzstücke, von Der Exorzist, über Scream bis Carrie, doch was den Film so besonders mache, sei zum einen die besondere formale Kontrolle, unglaublich präzise und dicht inszeniert, aber auch, dass sich die Geschichte über die fantastische Ebene der Geisterkommunikation hinaus entwickele: „Talk To Me unterstreicht am Ende ganz klar, dass die größten Monster, vor denen man sich fürchten muss, keine Film-Fiktion sind. Es sind nicht Geister oder Dämonen, sondern sie lauern ganz real in der eigenen Seele.“
Michael Meyns, Filmkorrespondent der Gilde deutscher Filmkunsttheater, schreibt, was genau es mit der Geisterhand, die angeblich von einem Schamanen stammt, auf sich habe, bleibe offen, und das magische, mysteriöse Element würde in den Raum gestellt. Die Kommunikation zwischen Lebenden und Toten, Rachegefühle, die Notwendigkeit, in der realen Welt einen Abschluss zu finden, bevor ein Wesen in der anderen Welt zur Ruhe finden kann, seien klassische Motive des Horrorkinos, so Meyns, und die Brüder spielten clever mit diesen Motiven, ließen genug im Vagen, um den Zuschauer rätseln zu lassen, spielten mal mit Bildern einer überdrehten Horror-Satire, blieben aber meist im Dramatischen. Gerade die zweite Hälfte des Films lasse Talk to Me zu einem ebenso harten, wie sehenswerten Horror-Thriller werden.
Die weltweiten Einnahmen des Films aus Kinovorführungen belaufen sich auf 92,2 Millionen US-Dollar. Nach seinem Start bei Prime Video Ende April 2024 zog Talk to Me in die Top 10 der deutschen Filmcharts des Streaminganbieters ein.

### Auszeichnungen
AACTA Awards 2024
- Auszeichnung als Bester Film (Samantha Jennings und Kristina Ceyton)
- Auszeichnung für die Beste Regie (Danny und Michael Philippou)
- Auszeichnung als Beste Hauptdarstellerin (Sophie Wilde)
- Nominierung als Bester Nebendarsteller (Zoe Terakes)
- Nominierung als Beste Nebendarstellerin (Alexandra Jensen)
- Auszeichnung für das Beste Drehbuch (Danny und Michael Philippou)
- Nominierung für die Beste Kamera (Aaron McLisky)
- Auszeichnung für den Besten Schnitt (Geoff Lamb)
- Auszeichnung für die Beste Filmmusik (Cornel Wilczek)
- Auszeichnung für den Besten Ton (Emma Bortignon, Pete Smith und Nick Steele)
- Auszeichnung für das Beste Make-Up und Frisuren[29]

Austin Film Critics Association Awards 2023
- Nominierung für das Beste Filmdebüt (Danny und Michael Philippou)[30]

Black Reel Awards 2024
- Nominierung als Beste Hauptdarstellerin (Sophie Wilde)[31]

Brussels International Fantastic Film Festival 2023
- Auszeichnung mit dem Goldenen Raben im Internationalen Wettbewerb (Danny und Michael Philippou)[32]

Critics’ Choice Super Awards 2024
- Auszeichnung als Bester Horrorfilm
- Auszeichnung als Beste Schauspielerin in einem Horrorfilm (Sophie Wilde)[33]

Fantasia International Film Festival 2023
- Auszeichnung mit dem Publikumspreis in Gold[34]

Golden Tomato Awards 2024
- Auszeichnung als Bester internationaler Film 2023[35]

Online Film Critics Society Awards 2024
- Nominierung als Bester Debütfilm (Danny Philippou und Michael Philippou)[36]

San Diego Film Critics Society Awards 2023
- Nominierung als Bester Erstlingsfilm (Danny Philippou und Michael Philippou)
- Nominierung als Bester jugendlicher Darsteller (Joe Bird)[37]

Saturn-Award-Verleihung 2024
- Auszeichnung als Bester Horrorfilm
- Nominierung für die Beste Regie (Danny und Michael Philippou)
- Nominierung als Beste Nebendarstellerin (Sophie Wilde)

## Fortsetzung
Ein Sequel mit dem Titel Talk 2 Me, bei dem abermals Danny und Michael Philippou Regie führen, ist in Planung. Das Drehbuch wird Danny Philippou zusammen mit Bill Hinzman schreiben.

## Synchronisation
Die deutsche Synchronisation entstand unter der Dialogregie von Enrico Reuter bei Soundwood Media in Potsdam-Babelsberg.
| Darsteller            | Synchronsprecher     | Rolle     |
| --------------------- | -------------------- | --------- |
| Sophie Wilde          | Samina König         | Mia       |
| Ari McCarthy          | Sebastian Borucki    | Cole      |
| Otis Dhanji           | Sam Bauer            | Daniel    |
| Sunny Johnson         | David Hain           | Duckett   |
| Zoe Terakes           | Flavia Vinzens       | Hayley    |
| Alexandra Jensen      | Laurine Betz         | Jade      |
| James Oliver          | Jorge de Sousa Costa | James     |
| Chris Alosio          | Timo Weisschnur      | Joss      |
| Marcus Johnson        | Samuel Zekarias      | Max       |
| Cass Cumerford        | Peter Reinhardt      | Quain     |
| Alexandria Steffensen | Isabelle Höpfner     | Rhea      |
| Joe Bird              | Tom Ferenc           | Riley     |
| Miranda Otto          | Alexandra Wilcke     | Sue       |
| Kidaan Zelleke        | Dina Hellwig         | Tante Lee |